# حسین‌آباد (بوکان)
حسین‌آباد (بوکان)، روستایی از توابع بخش مرکزی شهرستان بوکان در استان آذربایجان غربی ایران است. یکی از فرزندان سردار عزیزخان مکری، حسین‌خان نام داشت که از روسای مدرسه دارالفنون نیز بود. این روستا در دوره قاجار، به نام او نامگذاری شده است.

## جمعیت
این روستا در دهستان ایل‌تیمور قرار دارد و براساس سرشماری مرکز آمار ایران در سال ۱۳۸۵، جمعیت آن ۱۴۷ نفر (۲۳ خانوار) بوده است.